# La Boixe
La Boixe è un comune francese di 2.862 abitanti situato nel dipartimento della Charente nella regione della Nuova Aquitania. È stato istituito il 1° gennaio 2025 dalla fusione dei precedenti comuni di Vars e Montignac-Charente.